# Schweizer Schulschrift
Die Schweizer Schulschrift ist eine lateinische Schreibschrift, die im Zeitraum von 1940 bis 2010 in den Deutschschweizer Kantonen vermittelt worden ist. Dabei lernten die Schülerinnen und Schüler zuerst eine unverbundene Druckschrift (die Steinschrift), danach die verbundene Schweizer Schulschrift (umgangssprachlich auch Schnüerlischrift genannt). Die Schnüerlischrift wurde 2014 von der Deutschschweizer Basisschrift abgelöst.

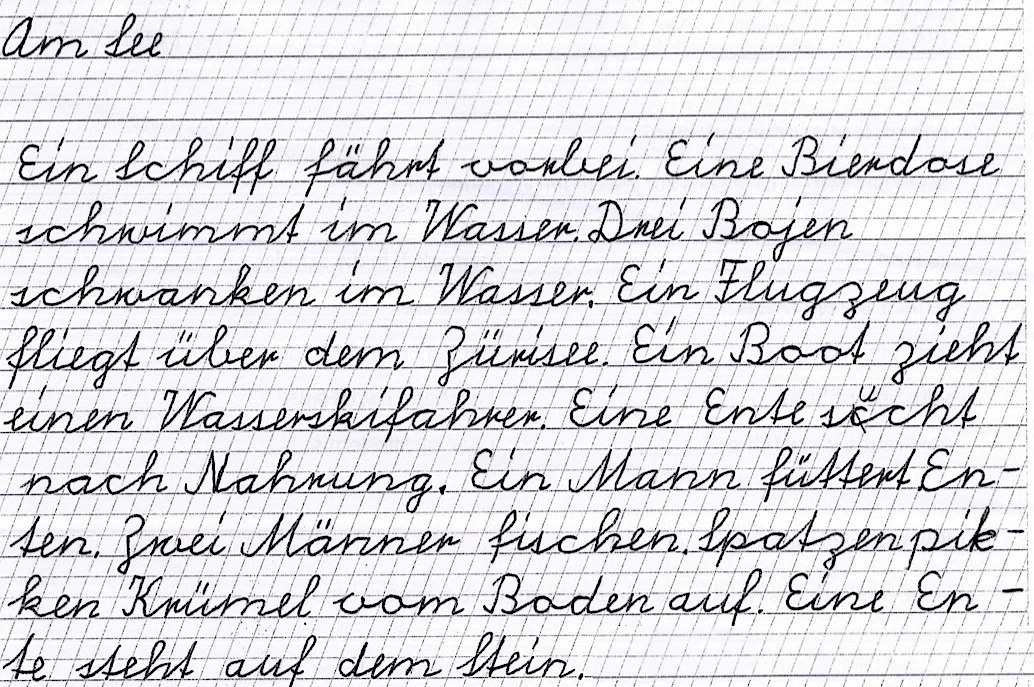
Schweizer Schulschrift, 2010

## Geschichte
Im Hinblick auf die Entwicklung des internationalen Verkehrs der Schweiz und die Viersprachigkeit des Landes kam der Wunsch nach einer einheitlichen Schrift auf. Ein erster Vorschlag kam von Paul Hulliger. Er kreierte die sogenannte Hulligerschrift. Die 1926 in den Basler Schulen eingeführte neue Schrift wurde, etwas angepasst, 1936 als Schweizer Schulschrift von zehn Kantonen übernommen. 1947 wurde sie nach heftigen Diskussionen von einer revidierten Schweizer Schulschrift abgelöst. Der Zofinger Eugen Kuhn und Karl Eigenmann waren die massgeblichen Entwickler und Mitherausgeber des Buches Das Schreiben. Ihr Ziel war es, eine einheitlich anerkannte leicht lesbare Schweizer Schulschrift zu schaffen.
Die Schweizer Schulschrift wurde schon bald dahingehend kritisiert, dass sie die Anforderung an eine schnell schreibbare und doch leserliche Handschrift nicht erfülle. Ihre überdimensionierten Grossbuchstaben haben stark geschwungene Formen. Die vielen Richtungsänderungen sowie der Anspruch, alle Buchstaben eines Wortes ohne absetzen zu schreiben, führten oft zu Verspannungen bei den Kindern und waren einer geläufigen und leserlichen Handschrift eher hinderlich. Zudem mussten die Kinder innerhalb von 2 bis 3 Jahren zwei Schriftsysteme lernen, zuerst die Steinschrift und anschliessend die Schnüerlischrift.

## Deutschschweizer Basisschrift
2006 entwarf Hans Eduard Meier einen Vorschlag für eine neue Schulschrift, die Basisschrift. Sie ist aufrecht und einer Grotesk ähnlich. Die Grossbuchstaben bleiben auch in der zusammenhängend geschriebenen Schrift dieselben. Die Basisschrift ist der Deutschen Grundschrift ähnlich.
Ab 2007 wurde die neue Basisschrift versuchsweise in verschiedenen Gemeinden gelehrt. Im Herbst 2014 empfahl die Deutschschweizer Erziehungsdirektoren-Konferenz, die Schweizer Schulschrift zugunsten der Deutschschweizer Basisschrift, einer didaktischen Variante von Hans Eduard Meiers Basisschrift, aufzugeben. Die Umsetzung dieser Empfehlung lag bei den Kantonen. Der Kanton Zürich etwa führte auf das Schuljahr 2016/17 als 14. Kanton die von der Deutschschweizer Erziehungsdirektorenkonferenz empfohlene neue Basisschrift ein. Bis ins Jahr 2021 sind sämtliche Deutschschweizer Kantone der Empfehlung der Erziehungsdirektoren-Konferenz gefolgt.

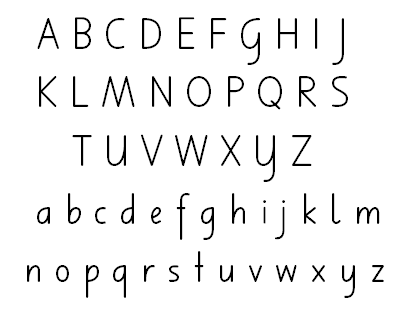
Alphabet der Deutschschweizer Basisschrift
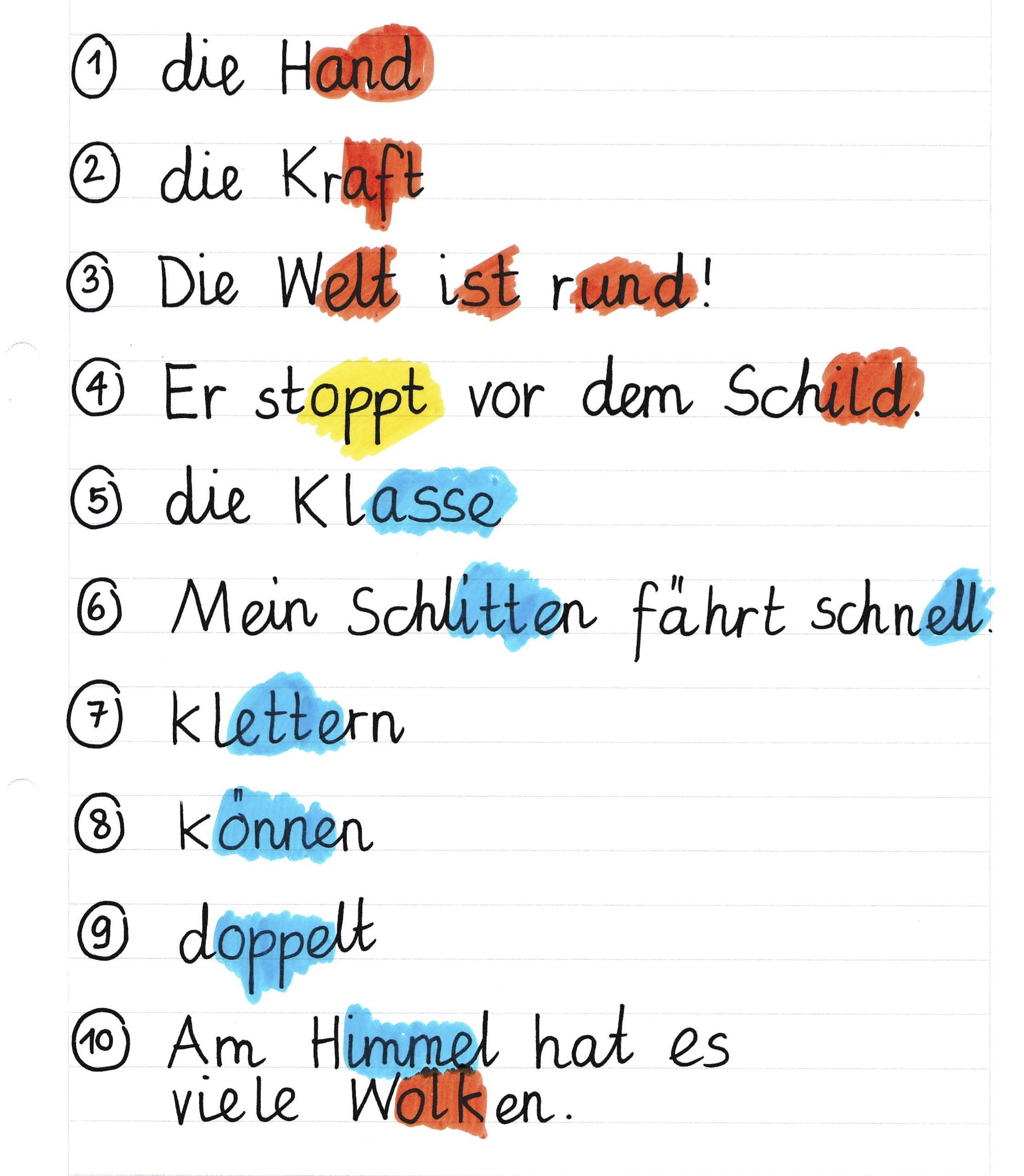
Basisschrift als Text